# Heuvelbrink

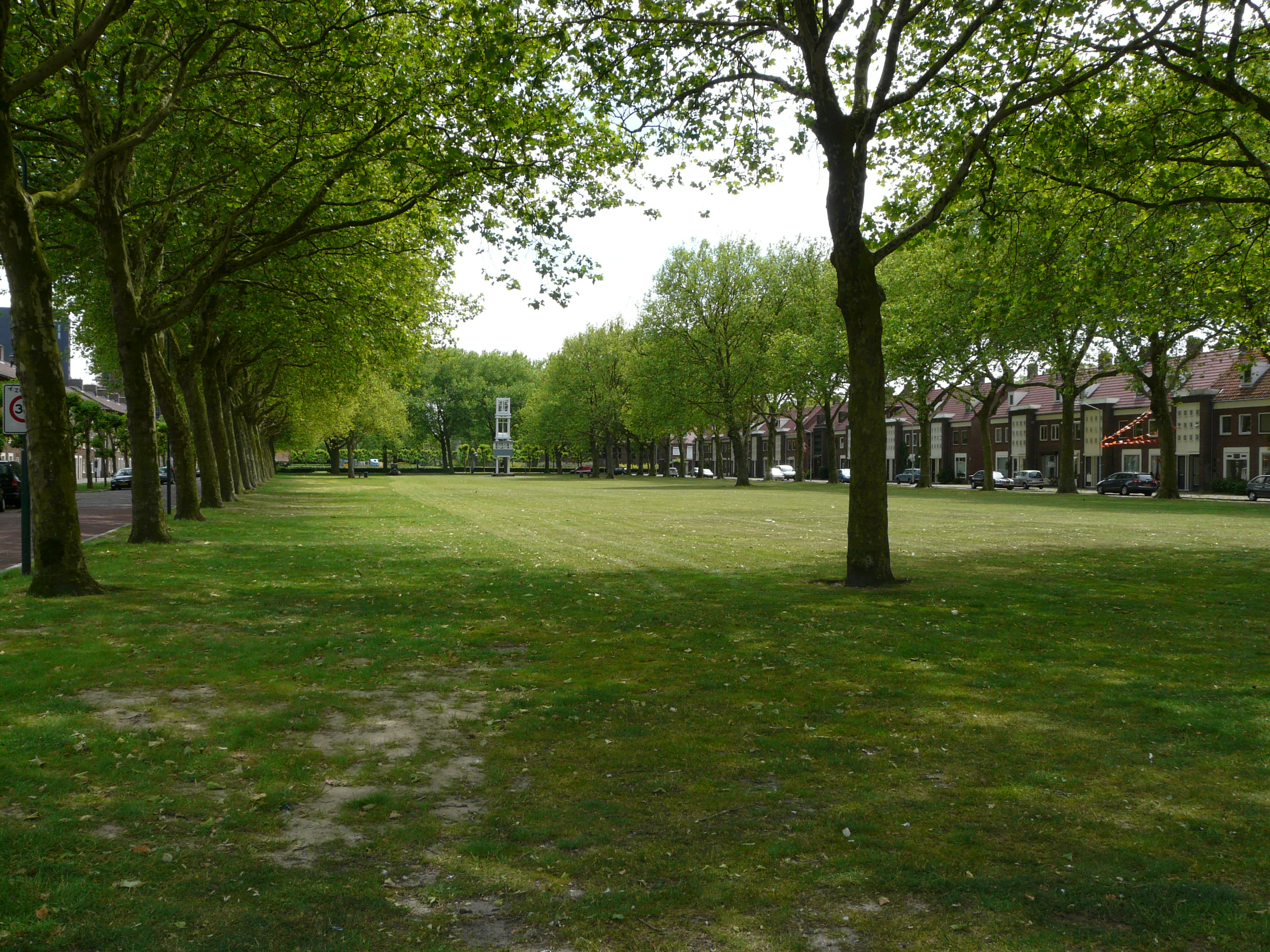
Heuvelbrink

De Heuvelbrink is een straat en het centrale groene hart in de wijk de Heuvel in de Nederlandse stad Breda. De Heuvelbrink wordt gezien als een brink in een dorp en is een soort ontmoetingsplaats. Aan het einde bevindt zich een speelplaats voor kinderen.
In de nabije omgeving is gemeenschapshuis de Vlieren en de bibliotheek. Onder andere op het grote grasveld aan de Heuvelbrink in Breda wordt jaarlijks een vrijmarkt met minimaal 250 kramen georganiseerd.

## Carillon
Halverwege de Heuvelbrink bevindt zich het carillon. In 1980 werd naar aanleiding van het 25-jarig bestaan van de wijk het carillon geplaatst. Het bestaat uit een torentje met 23 klokken. Op 28 juni 1980 werd het feestelijk in gebruik genomen door Jacques Maassen, stadsbeiaardier van Breda. Het carillon moet een symbool zijn van de hechte band die er destijds was en nog steeds is, tussen de bewoners onderling. Hoe zou deze band beter tot uiting kunnen komen dan door een klokkenspel, dat met zijn samenspel van grote en kleine klokken zijn klanken over de bewoners uitstrooit.
In 2005 kwamen er ter gelegenheid van het 25-jarig jubileum van het carillon nog 5 klokjes bij waardoor het Heuvelcarillon op een totaal van 28 klokken kwam.
In 2010 vond een grote opknapbeurt van het carillon plaats. Het oude bandspeelwerk werd vervangen door een beiaardcomputer. Nieuwe klepels werden aangebracht, en de klokken kregen een andere plaats. Er kwam ruimte vrij om er nog 7 klokjes bij te hangen. Het totaal zijn er nu 35 klokken. Het Heuvelcarillon laat zich ieder half uur horen.

## Galerij

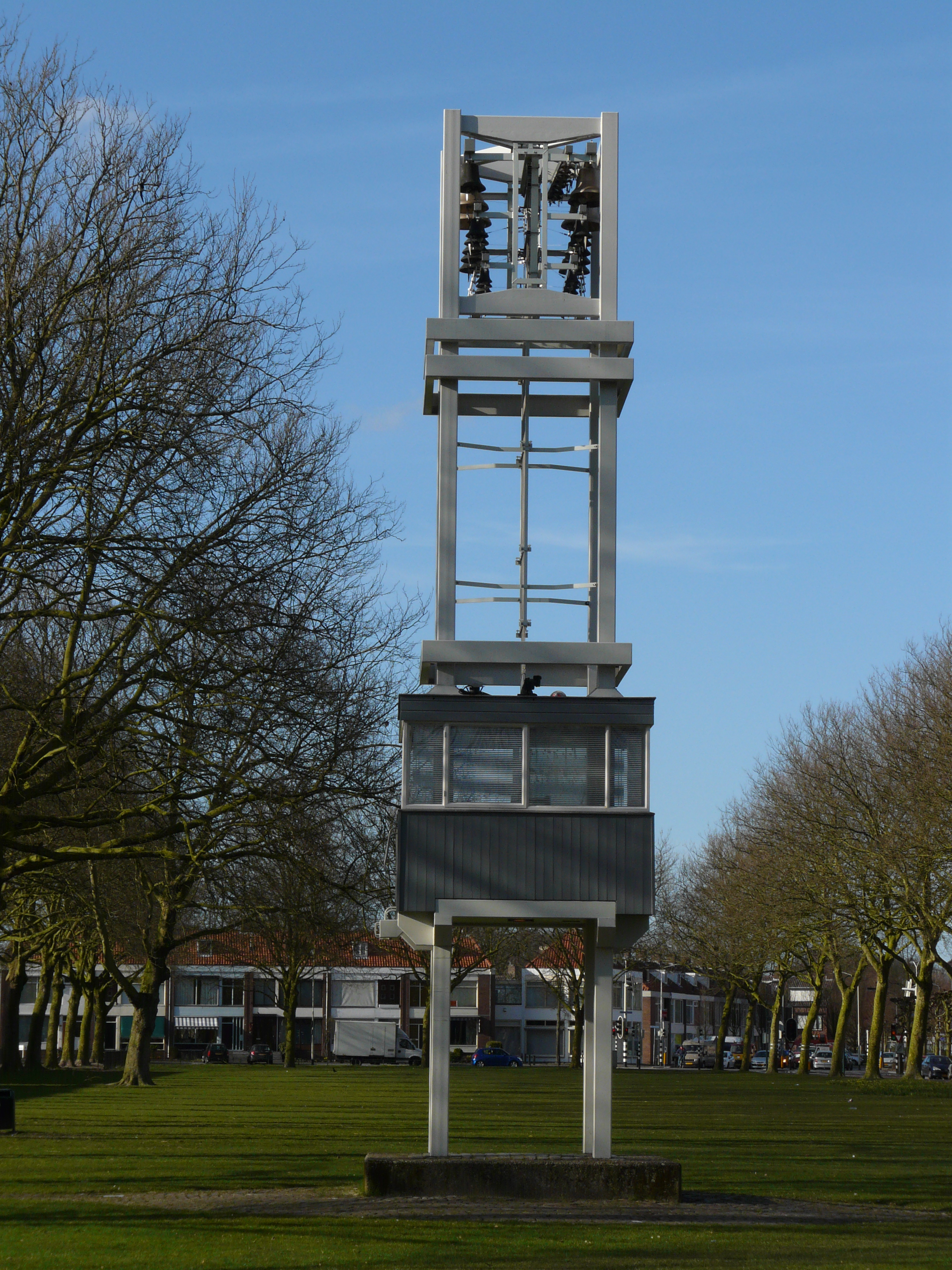
Carillon op de Heuvelbrink
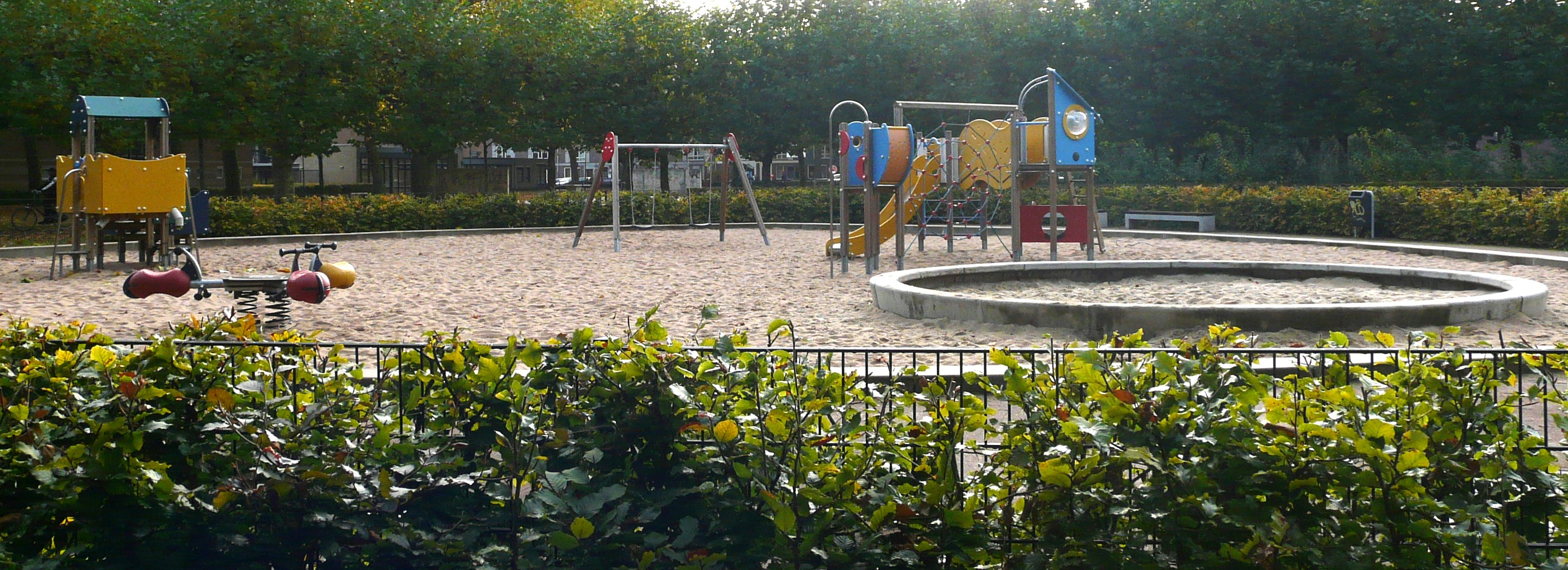
Speelplaats op de Heuvelbrink
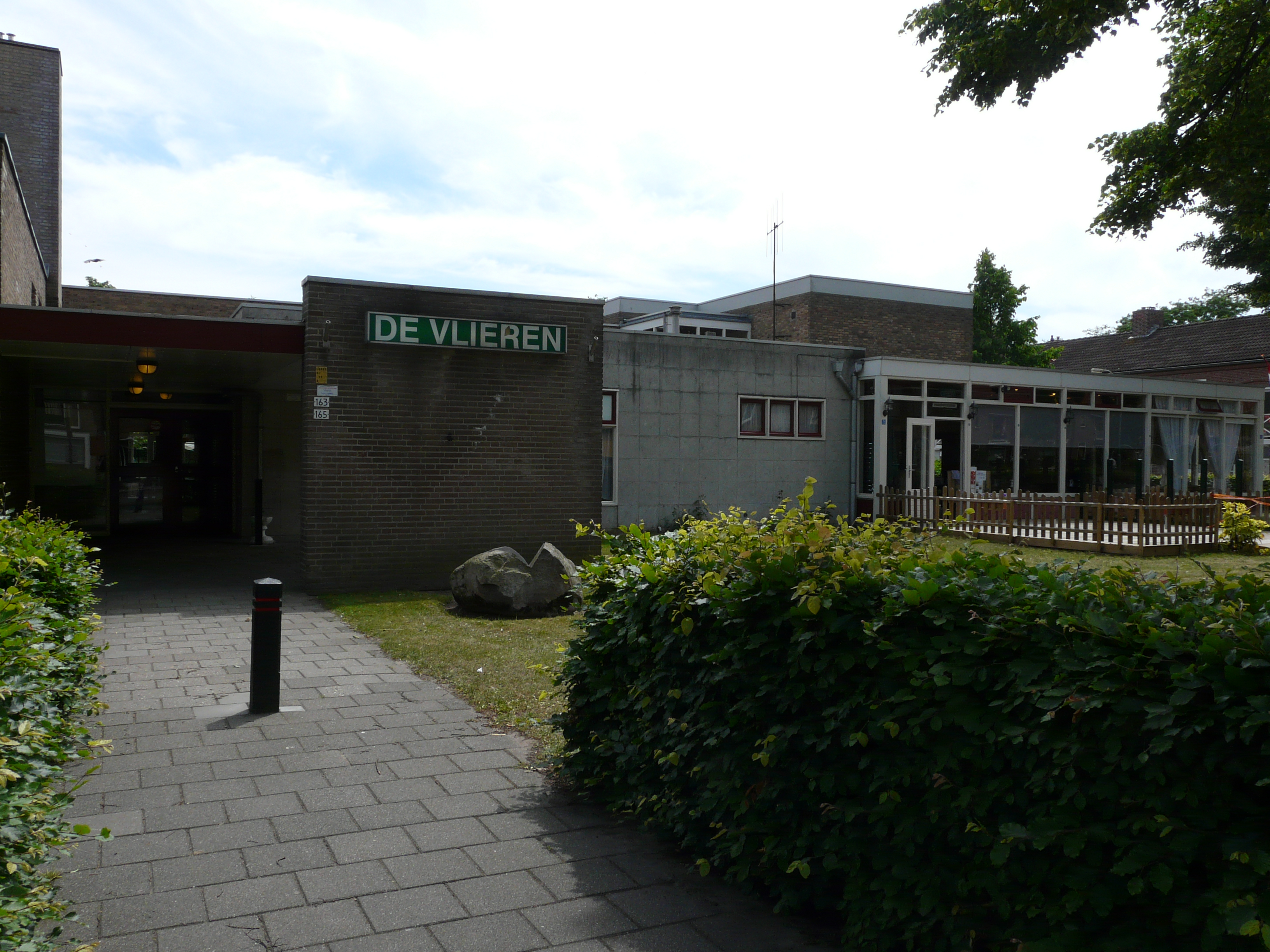
Gemeenschapshuis de Vlieren
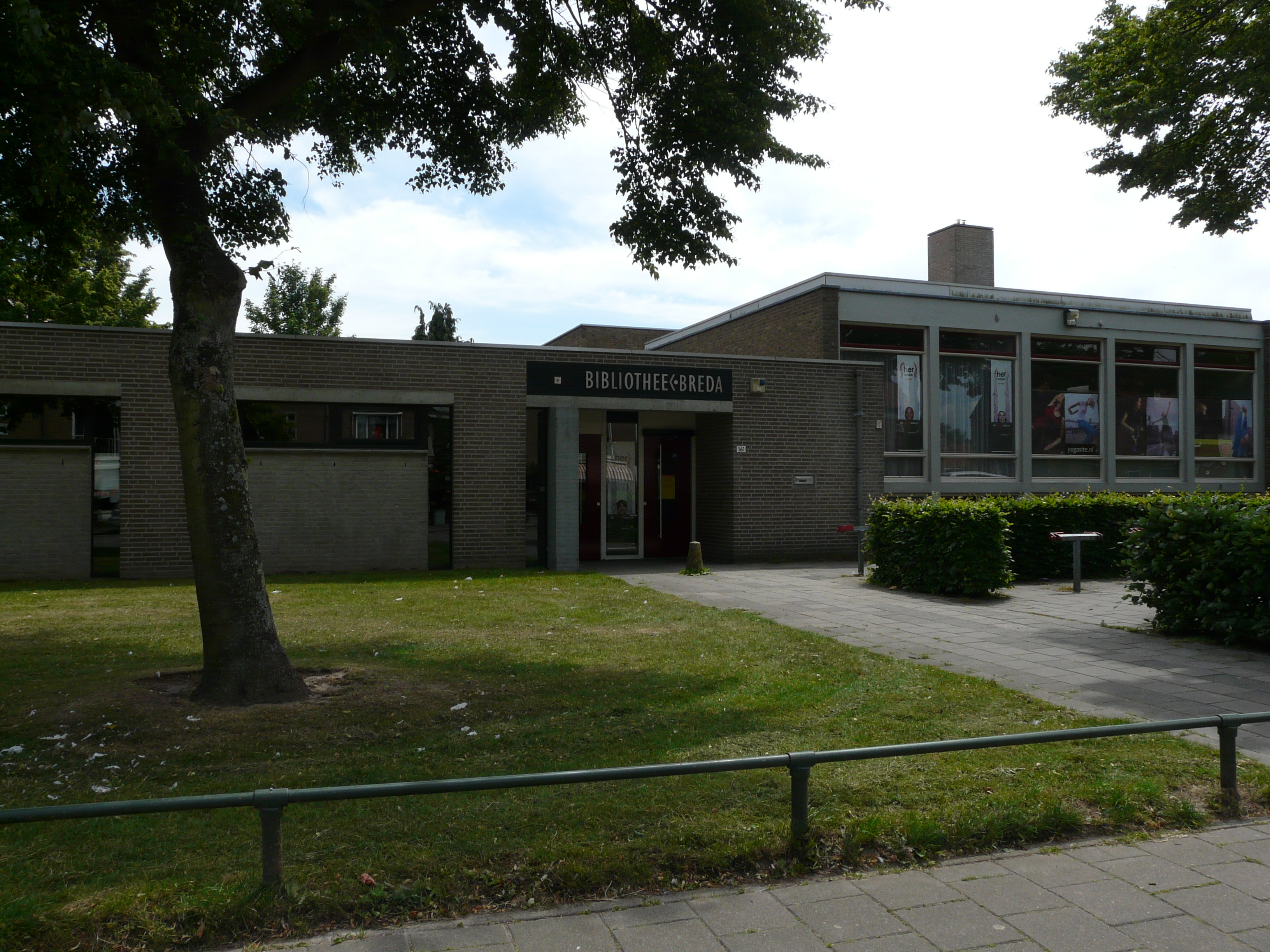
Bibliotheek